# Bulbophyllum lohokii
Bulbophyllum lohokii là một loài phong lan thuộc chi Bulbophyllum.